# Prix Platino 2024
La 11e cérémonie des Prix Platino, organisée par la Entidad de Gestión de Derechos de los Productores Audiovisuales, se déroule le 20 avril 2024 et récompense les films et séries ibéro-américains sortis en 2023.
Le film Le Cercle des neiges (La sociedad de la nieve) de Juan Antonio Bayona remporte six prix (dont meilleur film de fiction, meilleur réalisateur et meilleur acteur) alors que la série Barrabrava remporte le prix de la meilleure série,.

## Palmarès

### Cinéma

#### Meilleur film de fiction
- Le Cercle des neiges (La sociedad de la nieve) de Juan Antonio Bayona
  - Fermer les yeux (Cerrar los ojos) de Víctor Erice
  - Los delincuentes de Rodrigo Moreno
  - Tótem de Lila Avilés

#### Meilleure comédie
- Bajo terapia de Gerardo Herrero
  - Los Wánabis de Santiago Paladines
  - Norma de Santiago Giralt
  - Te estoy amando locamente de Alejandro Marín

#### Meilleur réalisateur
- Juan Antonio Bayona pour Le Cercle des neiges (La sociedad de la nieve)
  - Isabel Coixet pour Un amor
  - Lila Avilés pour Tótem
  - Pablo Larraín pour Le Comte (El Conde)

#### Meilleure actrice
- Laia Costa pour son rôle dans Un amor
  - Carolina Yuste pour son rôle dans Saben aquell
  - Dolores Fonzi pour son rôle dans Blondi (es)
  - Lola Amores pour son rôle dans La mujer salvaje
  - Malena Alterio pour son rôle dans Que nadie duerma

#### Meilleur acteur
- Enzo Vogrincic pour son rôle dans Le Cercle des neiges (La sociedad de la nieve)
  - Damián Alcázar pour son rôle dans El caso Monroy
  - David Verdaguer pour son rôle dans Saben aquell
  - Jaime Vadell pour son rôle dans Le Comte (El Conde)
  - Marcelo Subiotto (es)  pour son rôle dans El Profesor (Puan)

#### Meilleure actrice dans un second rôle
- Ane Gabarain pour son rôle dans 20 000 espèces d'abeilles (20.000 especies de abejas)
  - Alejandra Flechner (es) pour son rôle dans El Profesor (Puan)
  - Ana Torrent pour son rôle dans Fermer les yeux (Cerrar los ojos)
  - Antonia Zegers pour son rôle dans Le Comte (El Conde)

#### Meilleur acteur dans un second rôle
- José Coronado pour son rôle dans Fermer les yeux (Cerrar los ojos)
  - Leonardo Sbaraglia pour son rôle dans El Profesor (Puan)
  - Luis Bermejo (acteur) (es) pour son rôle dans Un amor
  - Matías Recalt pour son rôle dans Le Cercle des neiges (La sociedad de la nieve)

#### Meilleur scénario
- Estibaliz Urresola Solaguren pour 20 000 espèces d'abeilles (20.000 especies de abejas)
  - Víctor Erice et Michel Gastambide pour Fermer les yeux (Cerrar los ojos)
  - Guillermo Calderón et Pablo Larraín pour Le Comte (El Conde)
  - Rodrigo Moreno pour Los delincuentes

#### Meilleure musique
- Alfonso Vilallonga (es) pour Mon ami robot (Robot Dreams)
  - Pedro Osuna pour Blondi (es)
  - Sergio de la Puente (es) pour La pecera
  - Pascual Reyes et Juan Pablo Villa pour Radical

#### Meilleur film d'animation
- Mon ami robot (Robot Dreams) de Pablo Berger
  - They Shot the Piano Player de Fernando Trueba et Javier Mariscal
  - El sueño de la sultana de Isabel Herguera
  - Home is Somewhere Else de Carlos Hagerman et Jorge Villalobos
  - Nayola de José Miguel Ribeiro

#### Meilleur film documentaire
- La Mémoire éternelle (La memoria infinita) de Maite Alberdi
  - El juicio de Ulises de la Orden
  - La memoria del cine, una película sobre Fernando Méndez-Leite  de Moisés Salama
  - Una jauría llamada Ernesto de Everardo González

#### Meilleure photographie
- Pedro Luque pour Le Cercle des neiges (La sociedad de la nieve)
- Valentín Álvarez pour Fermer les yeux (Cerrar los ojos)
  - Simón Brauer et Tomás Astudillo pour La piel pulpo
  - Inés Duacastella et Alejo Maglio pour Los delincuentes

#### Meilleure direction artistique
- Rodrigo Bazaes pour Le Comte (El Conde)
  - Curru Garabal pour Fermer les yeux (Cerrar los ojos)
  - Sebastián Orgambide pour Les Colons (Los colonos)
  - Julieta Dolinsky pour El Profesor (Puan)

#### Meilleur montage
- Jaume Martí pour Le Cercle des neiges (La sociedad de la nieve)
  - Adriana Martínez pour Huesera: The Bone Woman
  - Carolina Siraqyan pour La Mémoire éternelle (La memoria infinita)
  - Manuel Ferrari, Nicolás Goldbart et Rodrigo Moreno pour Los delincuentes

#### Meilleur son
- Jorge Adrados et Oriol Tarragó pour Le Cercle des neiges (La sociedad de la nieve)
  - Pablo Isola pour Cuando acecha la maldad
  - Miguel Hormazábal pour Le Comte (El Conde)
  - Christian Giraud et Omar Pareja pour Huesera: The Bone Woman

#### Meilleur premier film de fiction
- 20 000 espèces d'abeilles (20.000 especies de abejas) de Estibaliz Urresola Solaguren
  - Blondi (es) de Dolores Fonzi
  - La pecera de Glorimar Marrero 
  - Les Colons (Los colonos) de Felipe Gálvez
  - Simón de Diego Vicentini
  - Tengo sueños eléctricos de Valentina Maurel

#### Cinéma et Éducation aux Valeurs
- 20 000 espèces d'abeilles (20.000 especies de abejas) de Estibaliz Urresola Solaguren
  - La Mémoire éternelle (La memoria infinita) de Maite Alberdi
  - El Profesor (Puan) de María Alché et Benjamín Naishtat
  - Radical de Christopher Zalla

### Télévision

#### Meilleure mini-série ou télé-série
- Barrabrava (Argentine, Prime Video)
  - Dévoré par les flammes (El cuerpo en llamas) (Espagne, Netflix)
  - Iosi, el espía arrepentido (es) (Argentine, Prime Video)
  - Los mil días de Allende (es) (Chili, TVN)

#### Meilleur créateur de mini-série ou télé-série
- Daniel Burman pour Iosi, el espía arrepentido (es)
  - Álex de la Iglesia pour 30 Coins (30 monedas)
  - Juan Pablo Kolodziej pour El amor después del amor (es)
  - Santiago Korovsky pour División Palermo (es)

#### Meilleure actrice dans une mini-série ou une télé-série
- Lola Dueñas pour son rôle dans La mesías
  - Aline Kuppenheim pour son rôle dans Los mil días de Allende (es)
  - Micaela Riera pour son rôle dans El amor después del amor (es)
  - Úrsula Corberó pour son rôle dans Dévoré par les flammes (El cuerpo en llamas)

#### Meilleur acteur dans une mini-série ou une télé-série
- Alfredo Castro pour son rôle dans Los mil días de Allende (es)
  - Gustavo Bassani pour son rôle dans Iosi, el espía arrepentido (es)
  - Javier Cámara pour son rôle dans Rapa (saison 2)
  - Lola Dueñas pour son rôle dans División Palermo (es)

#### Meilleure actrice dans un second rôle dans une mini-série ou une télé-série
- Carmen Machi pour son rôle dans La mesías
  - Minerva Casero pour son rôle dans Iosi, el espía arrepentido (es)
  - Najwa Nimri pour son rôle dans 30 Coins (30 monedas)
  - Pilar Gamboa pour son rôle dans División Palermo (es)

#### Meilleur acteur dans un second rôle dans une mini-série ou une télé-série
- Andy Chango pour son rôle dans El amor después del amor (es)
  - Daniel Hendler pour son rôle dans División Palermo (es)
  - Emiliano Zurita pour son rôle dans La cabeza de Joaquín Murrieta
  - Manolo Solo pour son rôle dans 30 Coins (30 monedas)

### Prix Platino d'honneur
- Cecilia Roth